# Route nationale 43b
La route nationale 43b (RN 43b o N 43b) è stata una strada nazionale francese che partiva da Aire-sur-la-Lys e terminava a Morbecque, passando per Steenbecque. Rappresentava un collegamento tra la N43 e la N16. Nel 1972 venne completamente declassata: divenne D157 nel dipartimento del Passo di Calais e D943b in quello del Nord.